# من مفاوضات عبد البهاء
من مفاوضات عبد البهاء (محادثات على المائدة) هي تجميع لمحادثات مع عبد البهاء التي جمعتها لورا بارني بين عامي 1904 و 1906 خلال رحلات الحج التي قامت بها. نُشر الكتاب لأول مرة باللغة الإنجليزية عام 1908. عبد البهاء هو ابن بهاءالله، مؤسس الدين البهائي، وعيّنه خلفًا له ومبينًا لتعاليمه.
يغطي الكتاب مجموعة متنوعة من الموضوعات، بما في ذلك الدين والفلسفة والعلوم والتطوّر البشري وخلود الروح والإضرابات العمالية وتناسخ الأرواح ومجموعة متنوعة من الموضوعات المسيحية.

## التاريخ
تمت كتابة إجابات عبد البهاء أولاً باللغة الفارسية بواسطة السكرتير، وبعد ذلك تمت مراجعتها مرتين بواسطة عبد البهاء. في عام 1908، صدرت ثلاث طبعات أولى: النص الفارسي بقلم إي جيه بريل في هولندا؛ الترجمة الإنجليزية لورا بارني بقلم ريجان بول، ترينش، تروبنر وشركاه في لندن؛ وطبعة فرنسية ترجمها هيبوليت دريفوس، نشره إرنست ليرو في باريس.
تم نشر ترجمة إنجليزية جديدة تمت مراجعتها من قبل لجنة في المركز البهائي العالمي في عام 2014 وأصبحت متاحة في أوائل عام 2015.

## ملخص
وينقسم الكتاب إلى خمسة أجزاء:

### أولًا. تأثير الأنبياء في تطوّر البشريّة
يغطي الجزء الأول موضوعات مثل القانون العام الذي يحكم الطبيعة والأدلة العقلانية والروحية لوجود الله، المظاهر الإلهيّة إبراهيم، موسى، المسيح، محمد، والباب، و بهاءالله)، وبراهين روحانيّة ع

### ثانيًا. بعض الموضوعات المسيحية
يتكون الجزء الثاني من مواضيع ذات أهمية مسيحية، مثل أهمية الرمزية («المعقولات لا سبيل لإظهارها وبيانها إلا في قميص المحسوسات»)، وفحص وتفصيل آيات مختلفة من الكتاب المقدس، وقصة آدم وحواء، ولادة المسيح، عظمة المسيح، التعميد، المعجزات، القربان المقدس، بطرس والبابوية، قيامة المسيح، الروح القدس، المجيء الثاني للمسيح، يوم الدين، الثالوث، الخطيئة، التجديف، الأقدار.

### ثالثا. في قوّة ونفوذ المظاهر الإلهيّة وتأثيرهم
يتحدث الجزء الثالث عن موضوعات مثل الأقسام الخمسة للروح، مقام الإنسان، وقوة وتأثير المظاهر الإلهية، المراتب الجسمانيّة والروحانيّة للمظاهر الإلهيّة، وانقسام مراتب الظهور إلى ثلاثة مراتب.

### رابعا. في أصل الإنسان وسلطاته وشروطه
الجزء الرابع يتضمن شرحًا لنظرية النشوء والارتقاء، أصل الكون، الفرق بين الإنسان والحيوان، أصل الإنسان، الفرق بين الروح والعقل، الطبيعة البشرية، أصل روح وعقل الإنسان، العلاقة بين الروح والجسد، العلاقة بين الله والإنسان، القوى الجسدية والفكرية للإنسان، درجة المعرفة التي يمتلكها الإنسان ومعرفة مظاهر الله، ومعرفة الإنسان بالله، وخلود الروح، وحالة الروح وتطورها بعد الموت، القدر، تأثير النجوم، الإرادة الحرة، الرؤى والأحلام والتواصل مع الأرواح، والشفاء الروحي والجسدي.

### خامسًا. مواضيع متنوعة
يتناول الجزء الخامس موضوعات مثل عدم وجود الشر، نوعان من العذاب، عدل الله ورحمته، وعقاب المجرمين، والإضرابات، والواقع، والوجود المسبق، والتقمص، وحدة الوجود («وحدة الوجود»)، أربعة أنواع من الفهم، والأخلاق.